# Провулок Балакірева (Київ)
Прову́лок Бала́кірєва або  провулок Балакірева — провулок у Голосіївському районі Києва, місцевість Деміївка. Пролягав від проспекту Валерія Лобановського до тупика, фактично зниклий.

## Історія
Виник на початку XX століття під назвою провулок Вільноживущих (від статусу першопоселенців). Сучасну назву отримав 1955 року на честь російського композитора Милія Балакірєва (одночасно із сучасною вулицею Івана Підкови). До кінця 1980-х років пролягав до Козацької вулиці; був скорочений у зв'язку зі знесенням старої забудови.
Протягом 2007–2008 років забудову в провулку було поступово ліквідовано, а сам він таким чином фактично припинив своє існування. Нині територія колишнього провулку забудовується новими спорудами. Офіційної інформації про ліквідацію провулку наразі немає.

## Проєкт перейменування
Провулок 2022 року було винесено для перейменування в межах процесу деколонізації топонімії Києва. За результатами електронного рейтингового голосування в червні 2022 більшість голосів набрали варіанти Златопільський, Богдана Веселовського та Данила Братковського. Робоча експертна група при Київській міській раді рекомендувала для перейменування варіант провулок Богдана Весоловського, оскільки в Солом'янському районі Києва вже існує Златопільська вулиця.
У 2025 році експертна комісія з перейменувань вулиць рекомендувала залишити назву провулку, оскільки він фактично зник.